# Paolo Di Cioccio
Paolo Di Cioccio (Roma, 16 febbraio 1963 – Roma, 27 giugno 2024) è stato un oboista e compositore italiano.

## Biografia
Paolo Di Cioccio nacque a Roma il 16 febbraio 1963.
Svolse, come concertista e in ensembles, tournée in varie parti del mondo, tra cui: Filarmonica Nacional de Cuba, concerti per oboe solista di Richard Strauss, Ralph Vaughan Williams e Wolfgang Amadeus Mozart-Sinfonia Concertante; Orchestra Sinfonica di Matanzas, concerti di Vincenzo Bellini e Tomaso Albinoni, Camerata del Pacifico, Orchestra Sinfonica della Rai di Roma, Latina Philharmonia, dove nel suo periodo ricoprì il ruolo di primo oboe solista, e presso i Festival italiani più noti, nonché presso prestigiose sale da concerto.
Collaborò con direttori d'orchestra e solisti di primaria importanza.
Tenne master di oboe presso l'Istituto Superiore delle Arti di Cuba, presso l'Istituto Esproarte di Mirandela (Portogallo), e fu titolare della cattedra di oboe presso il Conservatorio di Vibo Valentia.
Incise concerti barocchi per oboe (Vivaldi, Marcello, Albinoni, Bach ecc.) riarrangiando le parti orchestrali per sintetizzatori analogici di sua proprietà.
Morì a Roma il 27 giugno 2024 all'età di 61 anni.

## Discografia selezionata
Selezione discografica tra più di 30 titoli

Come oboista:
- Oboe sconcerto (2005)
- Vissi d'oboe (2006)
- Tour de France (Domani Musica, 2007)
- Hautbois ma belle (Domani Musica, 2008)
- Trait d'Union (Vigiesse records)

Come compositore ed esecutore di musica elettronica:
- I sing the voice electric (Theremin Recital, 2003);
- The Tarot of tomorrow (2006).

## Pubblicazioni come compositore
- Arabesca, per oboe solo (Ricordi BMG)
- Cancion, per oboe, 2 chitarre e mandolino (Ricordi BMG)
- I colori della notte, per oboe ed archi (Edipan)
- 12 capricci per oboe solo (Edizioni RAI Trade)
- Sonatina per oboe e pianoforte (Edizioni RAI Trade)
- Oboe Fantasia (dedicato ad Albrecht Mayer) per oboe ed archi (Edizioni RAI Trade)
- Spighe, otri…No Tori! per orchestra da camera e pianoforte obbligato (Edizioni RAI Trade)
- Concerto n.1 per oboe e melodie elettroniche (Edizioni RAI Trade)
- Le meccaniche celesti (Edizioni RAI Trade)
- Così parlò Sara Giusta, scherzo sinfonico (Edizioni RAI Trade)
- La soffitta del diavolo, quartetto per oboe e archi (Edizioni RAI Trade)
- Metti una zanzara a cena... per oboe e orchestra d'archi (Edizioni RAI Trade)
- Il barbiere di Montreux, per oboe, contrabbasso e batteria (Edizioni RAI Trade)
- Musica elettronica varia (più di 20 composizioni)

## Libri
- P.Di Cioccio: Verso una musica elettrosonica (in «Musica Maxima Magnetica», 2004)
- P.Di Cioccio: Musica elettronica domani (in «Musica Maxima Magnetica», 2006)